# PGZ-95自行高射炮
PGZ-95自行高射炮是中華人民共和國自製之炮彈合一自走防空履帶裝甲車，系統由陝西省西北机电工程研究所研究設計開發。
1990年代末期交付中國人民解放軍陸軍，目前已停產，其角色由PGZ-09自行高射炮接替。

## 簡介
PGZ-95開發最早可追溯回1980年代，與埃及進行軍事交流之際，解放軍從埃及方面得到ZSU-23-4自行高炮，初期只計畫研發一種比照ZSU-23-4的半自動防空炮，裝備只能在白天操作的光電（電視）瞄準系統；但是在1980年代同時採購到了義大利SIDAM 25自走防空炮的砲塔，西方觀察家認為相關技術刺激了解放軍，因此要求北方工業研製可全天候接戰的防空火炮系統。
解放軍最後要求設計的全自動操作系統，可用光電和雷達追踪，與雷射測距儀、夜間紅外線儀、射控電腦共同組成火力射擊系統。主雷達配備砲塔頂部，為CLC-1型低空目標搜索雷達，搜索距離為11公里。車體並有裝甲保護。
PGZ-95在北京1999年國慶閱兵期間首次對外公開亮相，其主要武器有2座雙連裝87式防空機炮，87式防空機炮為85式23公釐雙管高射炮增加口徑的強化版，携彈量為1000發，全自動射擊速度為600～800發/每分。另外掛增四枚前衛-2（QW-2）肩射式短程防空飛彈，QW-2防空飛彈可射擊為高度10公尺～3,500公尺、射程則是500公尺～6,000公尺。可加大防空火力網涵蓋面積，成為一種複合防空車輛。除主力武器外，在砲塔上左右另配備了4管以電力擊發的烟幕榴發射器。

## PGZ-04A自行高射炮
為PGZ-95的改裝升級型，把前衛-2防空飛彈（QW-2）換裝新式飛弩-6防空飛彈（FN-6）。

## 流行文化
- 95式自行高射炮在2013年第一人称射击游戏（Battlefield 4）中以中国人民解放军防空車輛出現，奇怪地使用20毫米機炮（預設）、30毫米機炮（解鎖後）和祖尼火箭（解鎖後），類似的情況亦出現在9K22「通古斯卡」上。
- 在FPS系列游戏《闪点行动-龙之崛起》和《闪点行动-红河》中出现，PGZ-95作为中国军队机动防空主力，在游戏中曾经依剧情需要击落过美军AH-1Z“蝮蛇”攻击直升机；在后期的剧情任务以及后来的自定义任务中也出现过PGZ-95使用25mm炮攻击美军地面部队和装甲车辆（LAV-25）。游戏中PGZ-95在自定义任务中可以使用。其25毫米高射炮使用高爆穿甲与曳光弹的混合弹链，攻击效果且音效同美军的M242“大毒蛇”机炮，可能设定为中美中战车计划的衍生产物（同样机关炮装备89式轮式战车）